# ایراوان
ایراوان از شخصیت‌های فرعی در حماسه هندی مهاباراتا است. ایراوان پسر آرجونا، از قهرمانان اصلی داستان، و شاهدخت اولوپی است. ایراوان شخصیت اصلی در آیین کوتانتاوار به‌شمار می‌آید و در آیین دراوپادی نیز نقشی اساسی بازی می‌کند.
خاستگاه هر دوی این آیین‌ها در جنوب هند است و در منطقه‌ای در جنوب، ایراوان به عنوان یک ایزد روستایی پرستش می‌شود.
ایراوان هم‌چنین ایزد پشتیبان جمعیت تراجنسی موسوم به هجرا در جنوب هند است.